# 帕夫洛·科罗斯特洛夫
帕夫洛·塞爾希約維奇·科罗斯特洛夫（羅馬化：Pavlo Serhiiovych Korostyliov；又譯科羅斯特廖夫；1997年5月11日—），乌克兰男子射击运动员，主攻手枪项目。他的父母都从事射击运动，其中父亲曾是苏联国家队的一员，在他开始练习射击后，两人也开始担任其教练。他的姐姐尤利娅·科罗斯特洛娃曾参加2004年雅典奥运。科罗斯特洛夫原本不喜欢射击，但他的母亲希望他从事射击运动，他便于2007年开始练习这项运动。